# Адельгейда Марія Ангальт-Дессауська
Адельгейда Марія Ангальт-Дессауська (нім. Adelheid Marie von Anhalt-Dessau, 25 грудня 1833 — 24 листопада 1916) — принцеса Ангальт-Дессауська з роду Асканіїв, донька принца Фрідріха Августа Ангальт-Дессау та Марії Луїзи Гессен-Кассельської, дружина великого герцога Люксембургу та останнього герцога Нассау Адольфа.

## Життєпис
Адельгейда Марія народилась 25 грудня 1833 в Дессау. Вона була первістком в родині принца  Ангальт-Дессау Фрідріха Августа та його дружини Марії Луїзи Гессен-Кассельської. Згодом в сім'ї з'явилися ще дві доньки: Батільда Амальгунда та Гільда Шарлотта.
У 17 років Адельгейда Марія вийшла заміж за правлячого герцога Нассау Адольфа.  Для нареченого, що був вдвічі старшим за неї, це був другий шлюб. Його перша дружина, російська велика княжна Єлизавета Михайлівна померла внаслідок важких пологів за шість років до цього. 
Весілля відбулося 23 квітня 1851 року. У подружжя народилося п'ятеро дітей. Своєю літньою резиденцією герцогиня обрала селище Кьонігштайн. У 1858 Адольф придбав місцевий замок і надав його у розпорядження дружини. Тамтешні жителі дуже поважали Марію Адельгейду і назвали на честь неї вулицю.
Під час Австро-Прусської війни Адольф виступив на боці Австрійської імперії. Після її поразки герцогство Нассау було аннексовано Прусією  та увійшло до складу пруської провінції Гессен-Нассау. Як компенсацію герцогу після довгих перемовин було сплачено 15 млн гульдено, цінні папери із відсотковою ставкою у 4,5% та право власності на чотири замка (договір від 28 вересня 1867 року).
За двадцять чотири роки після цього доля Адольфа та Адельгейди змінилася. У 1890-му помер король Нідерландів та великий герцог Люксембургу Віллем III, що приходився Адольфу далеким родичем. Всі сини Віллема померли ще за його життя. Єдина ж донька, в силу салічного закону в Люксембурзі, могла успадкувати лише нідерландський престол. Персональна унія між Нідерландами та Люксембургом припинила своє існування. Новим правителем великого герцогства було обрано Адольфа. Адельгейда Марія стала великою герцогинею. 
Адольф делегував свої повноваження сину у 1902. Три роки потому він пішов з життя. Герцогиня пережила чоловіка і сина та померла за часів правління онуки Марії-Аделаїди 24 листопада 1916 у Кьонігштайні.

## Родина

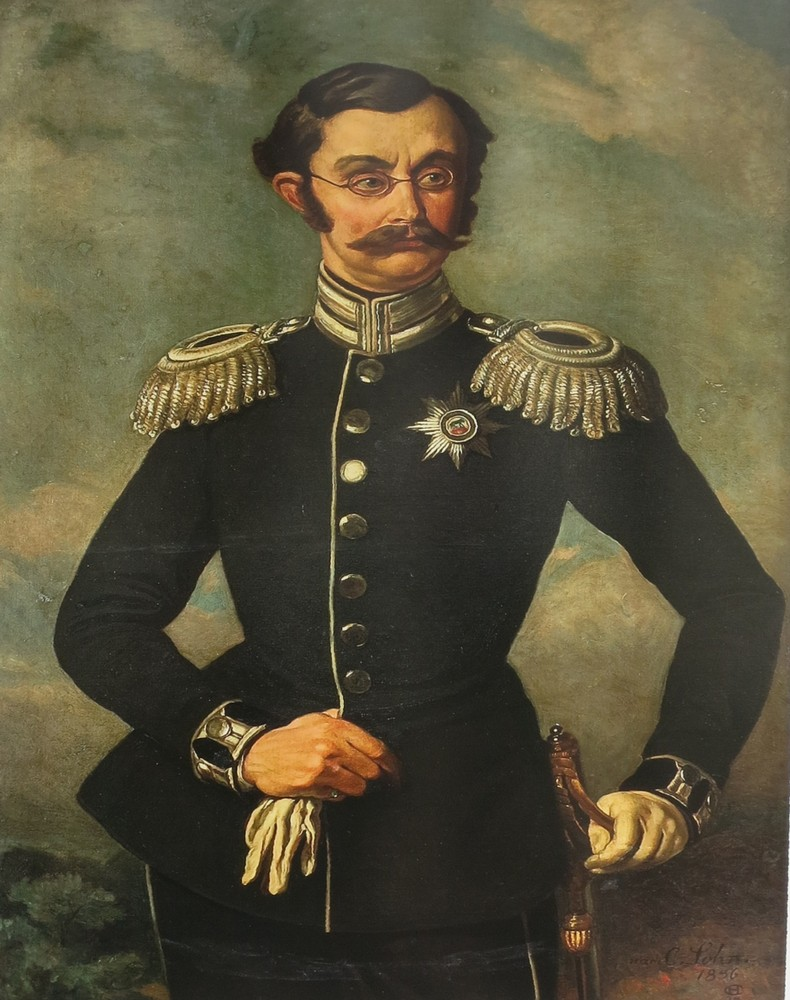
Адольф

Чоловік —  Адольф I, великий герцог Люксембурзький
Діти:
- Вільгельм (1852—1912) — наступний великий герцог Люксембургу, був одружений із Марією Анною Португальською, мав шість доньок. Досяг згоди з парламентом щодо ухвали нового закону, згідно з яким жінки отримували право наслідувати державний престол;
- Фрідріх (1854—1855) — помер немовлям;
- Марія (14 листопада—28 грудня 1857) — померла немовлям;
- Франц (1859—1875) — помер у 16 років;
- Гільда (1864—1952) — була одружена з великим герцогом Баденським Фрідріхом II, дітей не мала.